# Araken de Oliveira
Araken de Oliveira (Rio de Janeiro, 18 de outubro de 1909 — Rio de Janeiro, 11 de outubro de 2002) foi um militar e administrador brasileiro.

## Biografia
Araken de Oliveira era filho de um oficial da Marinha do Brasil. Após cursar o Colégio Militar do Rio de Janeiro, ingressou na Escola Militar do Realengo em março de 1928. Em janeiro de 1932, foi declarado aspirante-a-oficial da arma de Artilharia, Foi promovido a segundo-tenente em agosto do mesmo ano, a primeiro-tenente em outubro de 1933 e a capitão em setembro de 1938.
Durante a Segunda Guerra Mundial, cursou o Command and General Staff Officer Course, em Fort Leavenworth, no Kansas, Estados Unidos da América. Como integrante da Força Expedicionária Brasileira, seguiu para a Itália, onde participou das operações de guerra como oficial de tiro do 1º Grupo de Obuses.
De volta ao Brasil, foi promovido a major em junho de 1945, a tenente-coronel em setembro de 1951 e a coronel em março de 1956. Cursou ainda a Escola de Aperfeiçoamento de Oficiais. a Escola de Comando e Estado-Maior do Exército, nas quais foi instrutor, e a Escola Superior de Guerra, de cujo corpo permanente foi membro. Foi também oficial-de-gabinete do ministro da Guerra.
Entre 10 de março de 1956 e 30 de dezembro de 1957, comandou o 2º Regimento de Obuses (Regimento Deodoro), na cidade de Itu.
Foi promovido a general-de-brigada em novembro de 1964. Ao ser transferido para a reserva, em 1967, foi convidado a continuar no serviço público como chefe de gabinete do presidente do Conselho Nacional do Petróleo, marechal Waldemar Levy Cardoso. Nessa época, fez curso de planejamento de empresas na Pontifícia Universidade Católica do Rio de Janeiro.
Quando o marechal Levy Cardoso deixou a presidência do CNP em março de 1969, já no governo do general Artur da Costa e Silva, Araken de Oliveira substituiu-o na presidência do órgão. Ocupou esse cargo até assumir a presidência da Petrobras, em outubro de 1974, no governo de Ernesto Geisel, em substituição ao almirante Floriano Peixoto Faria Lima, que fora escolhido para o governo do novo estado do Rio de Janeiro, resultante da fusão da Guanabara e do antigo estado do Rio.
Durante sua gestão à frente da Petrobras, foram instituídos, em outubro de 1975, os contratos de risco com empresas estrangeiras para prospecção de petróleo na plataforma continental brasileira. Em consequência, assinou diversos desses contratos. Sua administração coincidiu ainda com o período de grandes elevações nos preços internacionais do petróleo e com as subsequentes medidas tomadas pelo governo brasileiro para reduzir o consumo do combustível. Deixou a Petrobras em março de 1979, quando com o início do governo do general João Batista Figueiredo, Shigeaki Ueki assumiu a presidência da empresa.
Permaneceu no Conselho de Administração da empresa de 3 de outubro de 1974 até 23 de março de 1987 (reeleito pela iniciativa privada).
Casou-se com Ocirema Meireles de Oliveira, com quem teve dois filhos.
Faleceu no Rio de Janeiro, em 11 de outubro de 2002.